# Vomb
Inte att förväxla med Våmb.
Vomb är kyrkby i Vombs socken och en småort i Lunds kommun belägen vid Vombsjön och Bysjön. I Vomb finns Vombs kyrka och ett församlingshus, Byagården. Nära Vomb ligger tennisbanor, en travträningsbana och en scoutgård. I byn finns även vattenverket Vombverket sedan 1948 som ägs och drivs av det kommunägda bolaget Sydvatten.